# Teun van Vliet
Pour les articles homonymes, voir Van Vliet.
Teun van Vliet est un ancien coureur cycliste néerlandais, né le 22 mars 1962 à Flardingue.

## Biographie
En 1979, il devient champion du monde de la course aux points chez les juniors, puis en 1980, il est champion national de la même discipline.
Il devient professionnel en 1984 et le reste jusqu'en 1990. Un autre cycliste néerlandais, Leo van Vliet, a couru à la même période. Ils n'ont cependant pas de lien de parenté.
Il termine deuxième de Milan-San Remo 1985 derrière son coéquipier Hennie Kuiper. Sur le Tour de France 1985, il mène une grande échappée sur la 5e étape menant à Roubaix. Il s'échappe avec Henri Manders et fait la majorité du travail sans être relayé. Il finit par être lâché par son compagnon d'échappée qui gagne l'étape et finit la course perclus de crampes.
Il passe également près d'une victoire de prestige dans le Tour de France 1987. Lors de la 14e étape, menant de Pau à Luz-Ardiden, Van Vliet part en chasse de Thierry Claveyrolat (échappé un temps avec Gilbert Duclos-Lassalle mais seul à présent). Il le rattrape dans la descente du col d'Aubisque, puis le dépose dans le col des Bordères. Il poursuit seul son effort jusqu'au pied de la montée vers la station de Luz-Ardiden. Une fringale met fin à son escapade, laissant la victoire d'étape au Norvégien Dag Otto Lauritzen. 
L'année 1987 reste sa meilleure saison sportive, puisqu'il remporte, cette année-là, le Het Volk, Gand-Wevelgem et le Tour des Pays-Bas. Il finira l'année au 7e rang mondial avec de nombreuses places d'honneur dans les classiques. 
En 1988, il s'empare du maillot jaune de leader du Tour de France, à l'issue de la 2e étape, un contre-la-montre par équipes remporté avec ses équipiers de la Panasonic. Il le gardera 3 jours le cédant au soir de la 5e étape, à son coéquipier Henk Lubberding. 
Il doit mettre un terme à sa carrière à 28 ans en 1990, à la suite d'une maladie intestinale chronique dont il doit être opéré. Dans les années 2000, il survit à deux tumeurs au cerveau. Il raconte ses mésaventures dans une biographie sortie en 2010 aux Pays-Bas.

## Équipes[3]
- 1984 :  Dries - Verandalux
- 1985 :  Verandalux - Dries
- 1986 :  Panasonic
- 1987 :  Panasonic puis Panasonic - Isostar
- 1988 :  Panasonic - Isostar
- 1989 :  Panasonic - Isostar
- 1990 :  Panasonic - Sportlife

## Palmarès sur route
| - 1980 - 7e du championnat du monde sur route juniors - 1981 - 2e étape du Circuit des Mines - 2e du Circuit des Mines - 1982 - 4e étape du Circuit des Mines (contre-la-montre par équipes) - Tour de l'Empordà - 2e du Tour du Limbourg - 1983 - 1re étape du Tour de Basse-Saxe - 1re et 5e étapes du Tour d'Écosse - 2e du Ronde van Zuid-Holland - 1984 - Circuit des Mines : - Classement général - 4e étape (contre-la-montre) - 6e étape du Tour des Pays-Bas - 1re étape du Tour de Belgique - 2e du Grand Prix Raymond Impanis - 3e du Tour du Piémont - 3e du Tour de Lombardie - 1985 - 4e étape secteur b du Tour d'Irlande - 2e de Milan-San Remo - 3e du Tour d'Irlande - 4e de Créteil-Chaville - 1986 - Flèche de Liedekerke - 7eb étape de la Coors Classic - Grand Prix d'Isbergues - 5e étape du Tour d'Irlande - 5e de l'Amstel Gold Race - 10e de Tirreno-Adriatico - 10e du Championnat de Zurich | - 1987 - Het Volk - 1re étape de Tirreno-Adriatico - Gand-Wevelgem - 3e étape des Quatre Jours de Dunkerque - 4eb étape du Tour de Suisse - Tour des Pays-Bas : - Classement général - 1re étape - 9e étape de la Prueba Challenge Costa Brava - 2e de Créteil-Chaville - 4e de Tirreno-Adriatico - 4e de l'Amstel Gold Race - 6e de Milan-San Remo - 6e du Super Prestige Pernod - 7e du championnat du monde sur route - 8e de la Classique de Saint-Sébastien - 1988 - 2e étape du Tour de France (contre-la-montre par équipes) - 2e de La Marseillaise - 3e du championnat des Pays-Bas sur route - 1989 - 2e de l'Étoile de Bessèges - 2e du Trophée Pantalica - 2e du Grand Prix Pino Cerami - 5e de la Wincanton Classic |  |

## Résultats sur les grands tours

### Tour de France
4 participations.
- 1985 : abandon (16e étape)
- 1987 : 84e
- 1988 : non partant (9e étape), vainqueur de la 2e étape (contre-la-montre par équipes),  maillot jaune pendant 3 jours
- 1989 : 124e

### Tour d'Italie
- 1986 : 79e
- 1988 : 57e

## Palmarès sur piste

### Championnats du monde juniors
- 1979
  -  Champion du monde de la course aux points juniors

### Championnats des Pays-Bas
- 1980
  -  Champion des Pays-Bas de la course aux points juniors
- 1984
  - 3e de la course derrière derny
- 1985
  - 3e de la course derrière derny
- 1986
  - 3e de la course derrière derny
- 1987
  - 3e de la course derrière derny